# Vernetta Lesforis
Vernetta Cheryll Lesforis  (ur. 4 maja 1975) – lekkoatletka reprezentująca Saint Lucia, sprinterka specjalizująca się w biegu na 400 m. Olimpijka z Sydney.
W roku 1999 zdobyła złoty medal na Mistrzostwach Ameryki Środkowej i Karaibów w lekkoatletyce w biegu na 400 metrów kobiet. Rok później startowała w biegu na 400 metrów na igrzyskach w Sydney - odpadła w 1 rundzie eliminacji.